# Fe del Mundo
Fe del Mundo (née le 27 novembre 1911 et morte le 5 août 2011) est une pédiatre philippine. Elle est la première femme admise comme étudiante à la Harvard Medical School. Elle a également fait édifier le premier hôpital pour enfants aux Philippines. Ses travaux en pédiatrie, pendant plus de 80 ans, lui ont valu le Prix Ramon Magsaysay, pour sa contribution au service public, en 1977, et en 1980, le titre honorifique de scientifique nationale des Philippines.

## Biographie
Del Mundo est née à Manille, sa maison familiale étant située juste en face de la cathédrale de Manille. Son père a été député à l'Assemblée des Philippines. Trois de ses sept frères et sœurs meurent en bas âge,. Sa sœur aînée meurt d'une appendicite à l'âge de 11 ans.
Fe del Mundo s'inscrit à l'Université des Philippines (le campus d'origine de Manille), en 1926, et obtient son diplôme de médecine en 1933. Un travail en province, dans la deuxième partie de ses études, lui fait découvrir les besoins sur le soin des enfants et le suivi des femmes enceintes, et lui font choisir choisir la pédiatrie comme spécialisation.
En 1936, elle obtient ensuite une bourse complète pour les États-Unis et est la première femme à être inscrite à la Harvard Medical School. Elle effectue son internat à l'Hôpital Billings de l'université de Chicago, avant de retourner à la Harvard Medical School en 1939 pour une bourse de recherche de deux ans. Elle s'inscrit également à l'École de médecine de l'Université de Boston, gagnant d'un diplôme de Master en bactériologie en 1940.

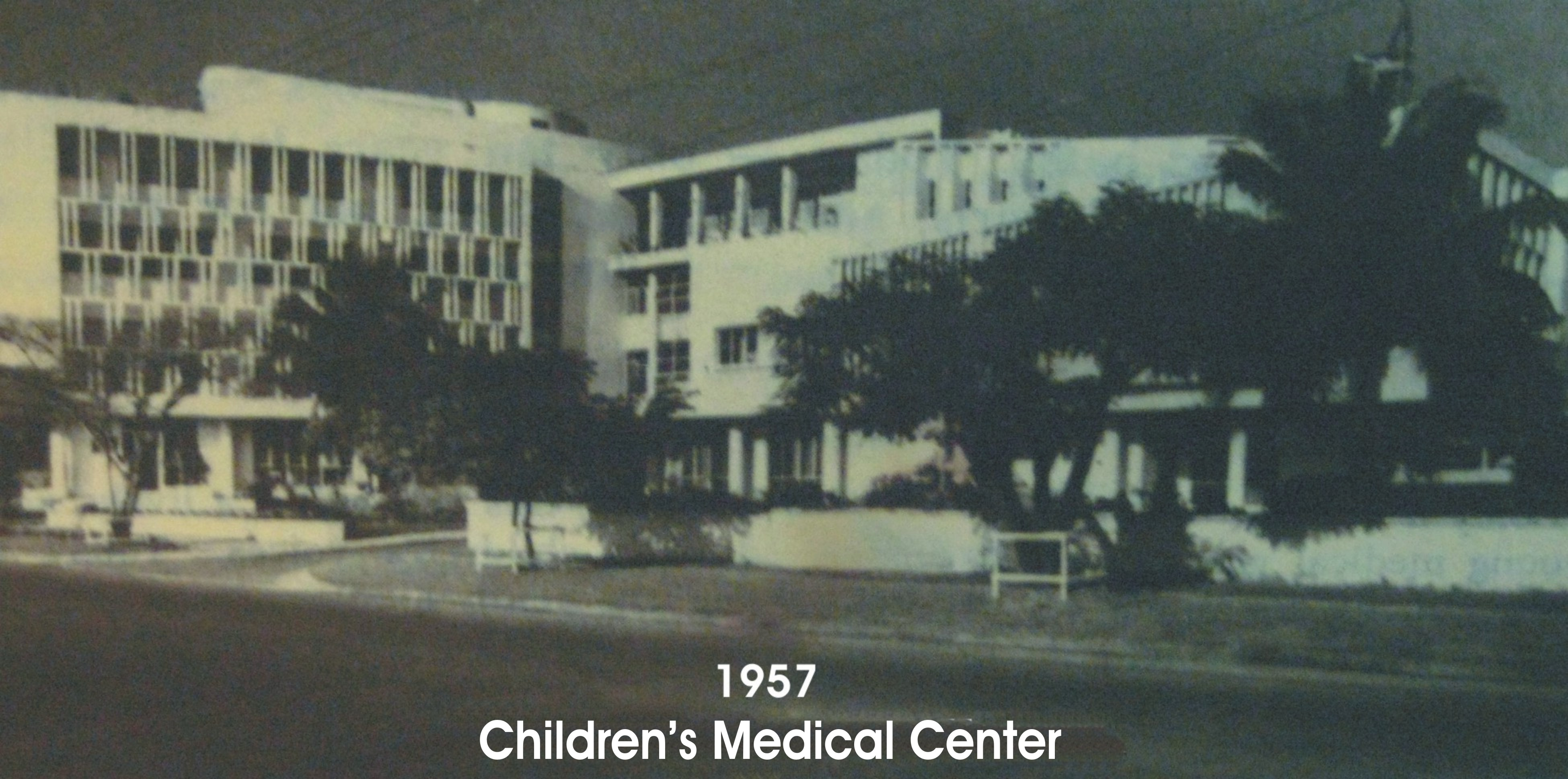
Dr. Fe Del Mundo Medical Center en 1957

Elle retourne aux Philippines en 1941, peu de temps avant l'invasion japonaise du pays plus tard cette année. Elle rejoint la Croix-Rouge internationale pour prendre soin des enfants détenus au camp d'internement de l'Université de Santo Tomas. Ses activités l'amène à être surnommée L'Ange de Santo Tomas,. Après la fermeture par les autorités japonaises de ce centre en 1943, elle prend la direction d'un hospice pour enfants à Manille, qui est ensuite converti en un centre médical complet de soins pour faire face aux besoins croissants au cours de la bataille de Manille, et est rebaptisé l'Hôpital général du Nord (plus tard, le Centre médical Mémorial José R. Reyes). Del Mundo reste directrice de cet l'hôpital jusqu'en 1948.
Del Mundo rejoint l'université de Santo Tomas, alors Université d'Extrême-Orient en 1954. Elle crée une petite clinique pédiatrique médicale de poursuivre une pratique privée, pour échapper aux contraintes bureaucratiques des hôpitaux publics.
En 1957, elle vend sa maison et la plupart de ses effets personnels, et emprunte, pour financer la construction du premier hôpital pédiatrique aux Philippines, un hôpital de 100 lits situé à Quezon City. L'hôpital est élargi en 1966 grâce à la création d'un Institut de santé maternelle et infantile, la première institution de ce genre en Asie. Elle réside au deuxième étage de l'hôpital lui-même, jusqu'en 2007 (l'hôpital a été rebaptisé depuis Dr Fe del Medical Mundo Children Foundation Center). Elle reçoit en 1977 le Prix Ramon Magsaysay, pour sa contribution au service public, et en 1980, le titre honorifique de scientifique nationale des Philippines. En 2003, elle reçoit le Prix Gusi de la Paix. Elle meurt en 2011.

## Ses innovations
Dans les années 1950, elle a étudié les maladies infectieuses, la fièvre de la dengue, la poliomyélite. Elle a été active dans le domaine de la santé publique, avec des préoccupations particulières envers les communautés rurales. Elle a organisé des équipes de vulgarisation rurale pour conseiller les mères sur l'allaitement, la nutrition, la vaccination, les soins de l'enfant. Malgré ses convictions catholiques, elle a défendu la planification familiale. Elle est connue également pour avoir mis au point un incubateur en bambou, conçu pour une utilisation dans les communautés rurales sans énergie électrique,.